# Pylaisiadelpha pallida
Pylaisiadelpha pallida là một loài rêu trong họ Sematophyllaceae. Loài này được (Renauld & Cardot) W.R. Buck mô tả khoa học đầu tiên năm 1984.